# Fretterans
Fretterans település Franciaországban, Saône-et-Loire megyében. Lakosainak száma 282 fő (2022. január 1.). Fretterans Annoire, Neublans-Abergement, Petit-Noir, Authumes, Lays-sur-le-Doubs és Pierre-de-Bresse községekkel határos.

## Népesség
A település népességének változása:
| Lakosok száma | 289  | 287  | 295  | 287  | 288  | 288  | 288  | 286  | 282  |
|               | 2013 | 2015 | 2016 | 2017 | 2018 | 2019 | 2020 | 2021 | 2022 |